# 무라빈 오벌

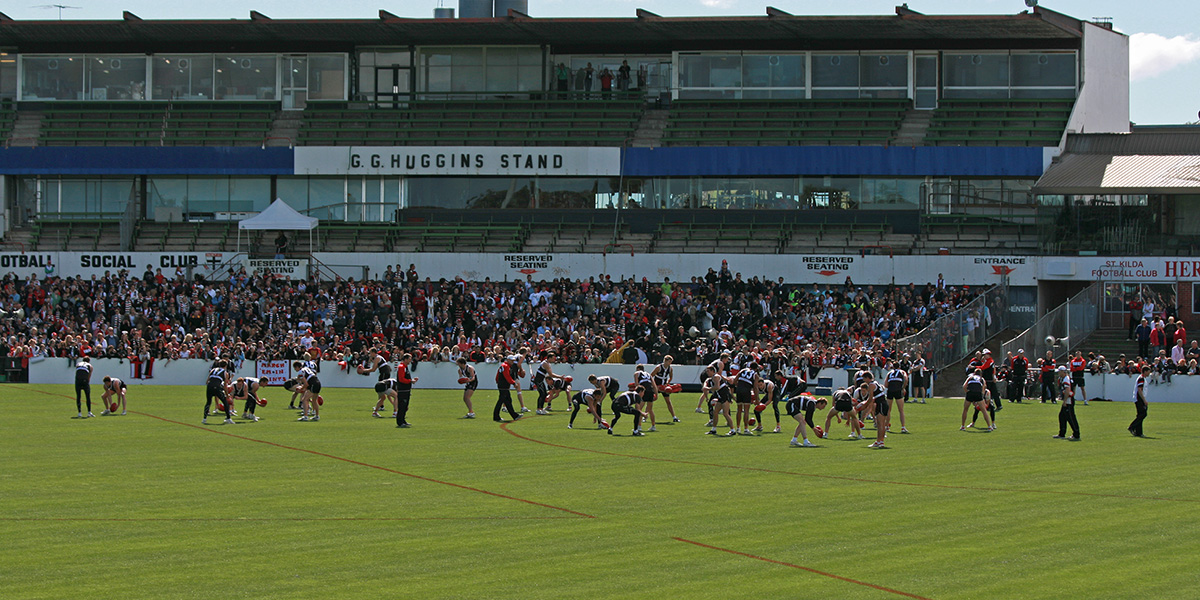
무라빈 오벌

무라빈 오벌(Moorabbin Oval)은 호주 멜버른의 경기장이다. 과거 멜버른 레즈의 경기장으로 사용되었다.